# Авангард (стадион, Москва)
Стадион «Авангард» — сооружение в Москве спортивного профиля, адрес: Шоссе Энтузиастов, дом 33.

## Описание стадиона
Стадион «Авангард» был построен в 1954 году.
Некоторое время назад рядом со стадионом была расположена спортивная база МЧС. На Авангарде работают секции по баскетболу, футболу, теннису, волейболу и бадминтону. В зимнее время заливается каток (имеются раздевалки и прокат коньков). Рядом со стадионом находятся лыжные трассы: 1 км (освещенная, лыжный стадион), 2 км (лыжероллерная), 3 км, 5 км, 7,5 км, 10 км и 16,5 км. (с раздевалками, мастерской, прокатом инвентаря). В 2007 году на «Авангарде» тренировалась футбольная команда «Петровский замок».
В 2021—2023 гг. проведена реконструкция стадиона с целью размещения:
- многофункционального спортивного комплекса с ледовыми аренами, бассейном, чашей для прыжков в воду и торгово-развлекательным центром;
- футбольного поля с синтетическим покрытием и трибуны для зрителей на 10 000 мест;
- спортивного комплекса для проведения соревнований и учебно-тренировочных занятий по спортивным единоборствам;
- универсального спортивного комплекса дисциплин пожарно-прикладного и спасательного спорта с атлетическим манежем[1].